# Ctenobelba simplex
Ctenobelba simplex är en kvalsterart som först beskrevs av Rainer Willmann 1940.  Ctenobelba simplex ingår i släktet Ctenobelba och familjen Ctenobelbidae. Inga underarter finns listade i Catalogue of Life.